# 王明娟
王 明娟（おう めいけん、1985年10月11日 - ）は中国の湖南省江永県出身のウェイトリフティング選手。
2012年7月28日、ロンドンオリンピック48kg級に出場。金メダルを獲得した。